# Puchar Europy w Chodzie Sportowym 2005
6. Puchar Europy w Chodzie Sportowym – zawody lekkoatletyczne, które odbyły się 25 maja 2005 roku w Miszkolcu (Węgry).

## Rezultaty

### Mężczyźni
| Konkurencja:           | 1. miejsce         | Rezultat | 2. miejsce          | Rezultat | 3. miejsce          | Rezultat |
| Chód na 10 km juniorów | Andriej Ruzawin    | 39:57    | Giorgio Rubino      | 40:46    | Aleksandr Prochorow | 41:26    |
| Chód na 20 km          | Ilja Markow        | 1:20:50  | Juan Manuel Molina  | 1:20:54  | Vladimir Stankin    | 1:21:28  |
| Chód na 50 km          | Aleksiej Wojewodin | 3:41:03  | Siergiej Kirdiapkin | 3:41:11  | Jurij Andronow      | 3:42:34  |

### Kobiety
| Konkurencja:           | 1. miejsce        | Rezultat | 2. miejsce        | Rezultat | 3. miejsce    | Rezultat |
| Chód na 10 km juniorek | Wiera Sokołowa    | 44:09    | Tatyana Kalmykova | 45:02    | Yelena Rusak  | 46:37    |
| Chód na 20 km          | Olimpiada Iwanowa | 1:28:18  | Susana Feitor     | 1:29:01  | Elisa Rigaudo | 1:29:26  |